# Radar (Ejabbabbaje)
Radar (Ejabbabbaje) è una raccolta dei Verdena pubblicata nel 2011 in formato CD come allegato alla rivista XL.

## Il disco
Così come già avvenuto nel caso di Wow, i due nomi contenuti nel titolo della raccolta Radar (Ejabbabbaje) sono entrambi dei palindromi che possono essere letti da sinistra a destra o viceversa. Il sottotitolo Ejabbabbaje deriva, come spiegato da Roberta Sammarelli durante un'intervista con Luca Valtorta, direttore di XL, da un verso che Luca Ferrari usava urlare nei microfoni della batteria durante i concerti del tour di Wow.
Il disco contiene 10 brani di cui 3 inediti. Le prime tre tracce sono delle versioni dal vivo di Rossella roll over, Le scarpe volanti ed È solo lunedì eseguite all'Alcatraz di Milano il 19 febbraio 2011. Segale Cornuta, realizzato interamente con un sintetizzatore da Luca Ferrari, concorreva inizialmente con il brano 12,5 mg per essere inserito nella tracklist di Wow. Inutilniente è un pezzo escluso all'ultimo momento dalla tracklist. Baby I Love You è il primo pezzo registrato nell'HenHouse Studio dai fratelli Ferrari nel 1993 a cui sono stati sovraincisi nel 2010 basso e mellotron da Alberto. Optical è il risultato di una jam durante le sessioni di registrazione di Wow nel 2010. Le ultime due tracce sono una versione alternativa ed un remix di Razzi arpia inferno e fiamme realizzato dagli Aucan. La copertina è opera di Luca.
Il disco in vinile è stato ufficialmente ridistribuito, in tiratura limitata, nel corso del Record Store Day 2017.

## Tracce
Testi di Alberto Ferrari, eccetto dove indicato.
1. Rossella roll over (Live@Milano) – 4:00
2. Le scarpe volanti (Live@Milano) – 4:04
3. È solo lunedì (Live@Milano) – 5:09
4. Segale cornuta – 1:38
5. Inutilniente – 1:57
6. Baby I Love You – 3:43
7. Optical (Demo) – 2:40
8. A capello (Demo) – 2:19
9. Razzi arpia inferno e fiamme (alternative version) – 3:00 (Alberto Ferrari e Roberto Longaretti)
10. Razzi arpia inferno e fiamme (Aucan remix) – 3:09

## Formazione
- Alberto Ferrari - voce, chitarra, pianoforte, basso in Baby I Love You, mellotron in Baby I Love You
- Roberta Sammarelli - basso
- Luca Ferrari - batteria, synth su Segale cornuta
- Omid Jazi - tastiere e chitarra nei brani live

## Registrazioni studio
- Alberto Ferrari - masterizzazione, registrazione e missaggio di tutti i brani eccetto Razzi arpia inferno e fiamme (Aucan remix), Segale cornuta e i brani live
- Giovanni Ferliga (Aucan) - masterizzazione, registrazione e missaggio di Razzi arpia inferno e fiamme (Aucan remix)
- Luca Ferrari - registrazione e missaggio di Segale cornuta
- Davide Perucchini (fonico del gruppo) - registrazione dei brani live eseguiti all'Alcatraz di Milano il 19 febbraio 2011.